# Landtag (Liechtenstein)
Pour les autres articles nationaux ou selon les autres juridictions, voir Landtag.
Législature 2025-2029
Bâtiment du Landtag
Le Landtag de la principauté de Liechtenstein (en allemand : Landtag des Fürstenstums Liechtenstein) est le parlement monocaméral du Liechtenstein. Créé en 1818, il est composé de 25 députés élus pour un mandat de quatre ans au suffrage universel direct selon un système proportionnel dans deux circonscriptions : l'Oberland et l'Unterland, qui élisent respectivement 15 et 10 députés.
Depuis 2008, il siège dans un bâtiment spécialement construit à Vaduz.

## Système électoral
Le Landtag est composé de 25 députés élus pour quatre ans au sein de deux circonscriptions — l'Oberland et l'Unterland — comportant respectivement 15 et 10 sièges. Tous les sièges sont pourvus au scrutin proportionnel entre les listes de candidats ayant remporté au moins 8 % des suffrages exprimés au niveau national.
Les électeurs votent en cochant les noms des candidats parmi les différentes listes de noms proposés par les partis. Il y a autant de noms sur chaque liste que de sièges à pourvoir, et un vote pour un candidat équivaut à un vote pour son parti. La répartition proportionnelle se fait ensuite selon la méthode au plus fort reste, en appliquant le quotient dit de Hagenbach-Bischoff. Les sièges attribués aux partis sont ensuite répartis à ceux de leurs candidats ayant recueilli le plus de votes en leurs noms.
Depuis 2001, le droit de vote s'acquiert à dix-huit ans. Le vote lui-même est obligatoire. Une amende pouvant atteindre jusqu'à 20 francs suisses frappe les abstentionnistes ne présentant pas une excuse valable (déplacement, maladie, etc.). En pratique, cette amende n'est pas exigée.

## Siège
Après avoir siégé dans l'édifice du gouvernement, le Landtag est installé dans un nouveau bâtiment construit spécialement pour lui, inauguré en 2008.

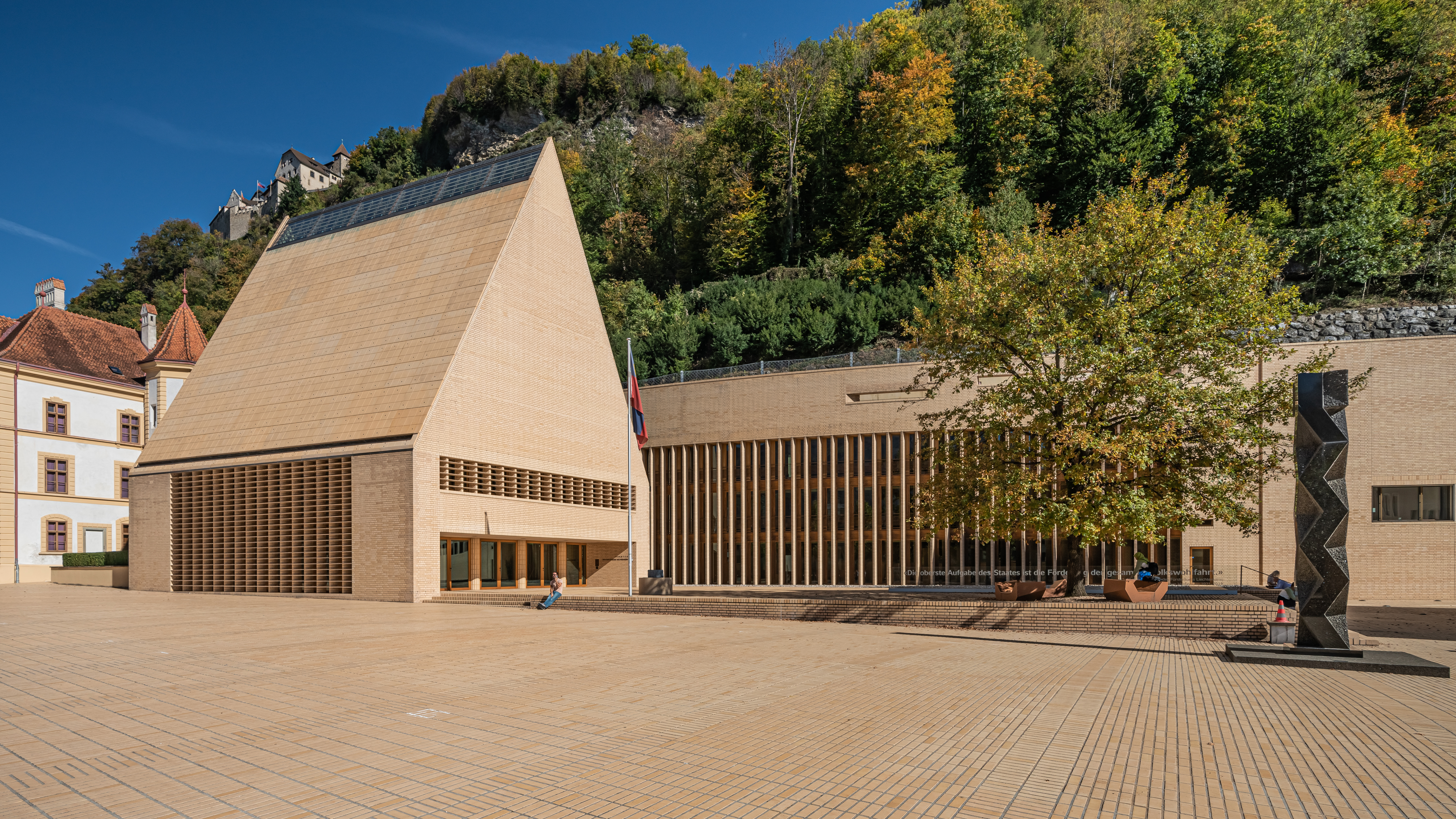
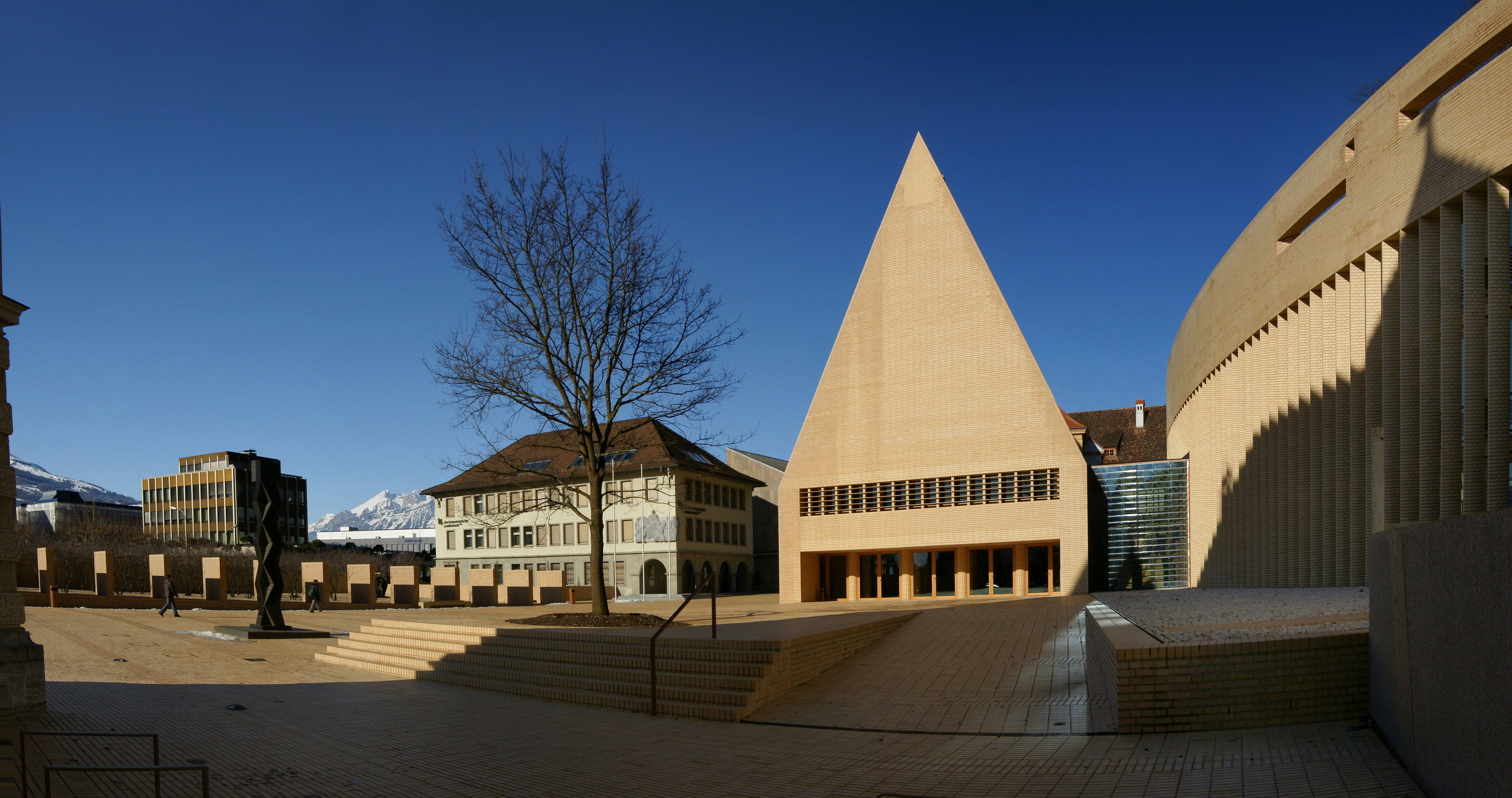

## Composition

### Actuelle
Les dernières élections se sont tenues le 9 février 2025, la composition actuelle résulte de celle-ci.
| Parti | Parti                                  | Idéologie                                                                         | Nombre de sièges |
| ----- | -------------------------------------- | --------------------------------------------------------------------------------- | ---------------- |
|       | Union patriotique (VU)                 | Démocratie chrétienne Libéral-conservatisme                                       | 10               |
|       | Parti progressiste des citoyens (FBP)  | Conservatisme National-conservatisme Libéralisme économique Démocratie chrétienne | 7                |
|       | Liste libre (FL)                       | Social-démocratie Politique écologique                                            | 2                |
|       | Démocrates pour le Liechtenstein (DPL) | National-conservatisme Libéralisme économique Euroscepticisme                     | 6                |
| Total | Total                                  | Total                                                                             | 25               |